# Capitonnage

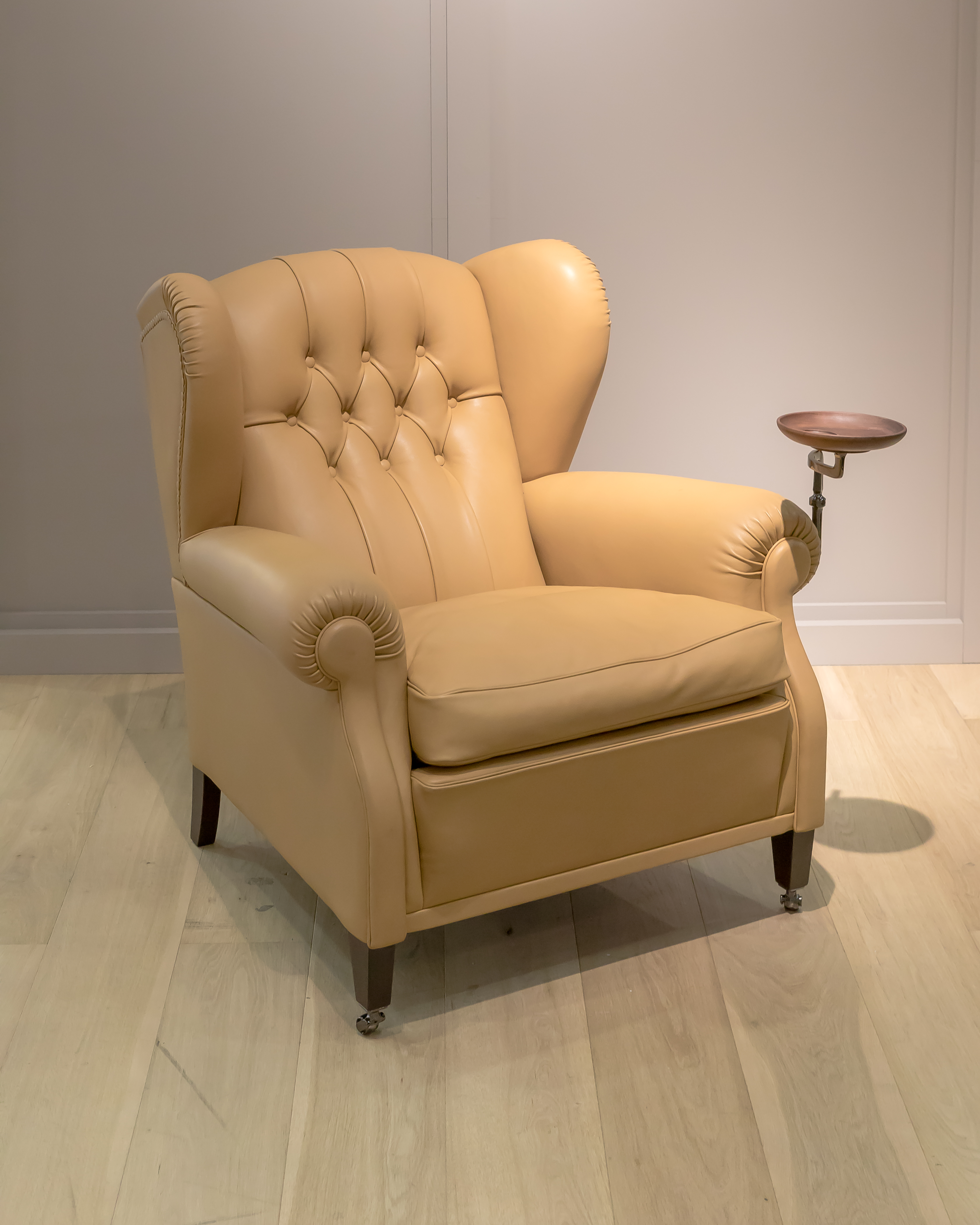
Fauteuil à dossier capitonné du fabricant italien Poltrona Frau.

Le capitonnage est la garniture rembourrée d'un siège, d'un matelas ou d'un fauteuil créée en le piquant en plusieurs endroits, le plus souvent en quinconce. Chaque piqûre est souvent marquée par un bouton.